# Toay (departamento)
Toay é um departamento da Argentina, localizada na província de La Pampa.